# Distrito de Trebišov
El distrito de Trebišov (en eslovaco Okres Trebišov) es una unidad administrativa (okres) de Eslovaquia Oriental, situado en la región de Košice, con 103 779 habitantes (en 2001) y una superficie de 1.074 km². Su capital es la ciudad de Trebišov.

## Demografía
| Año        | 1994    | 2004    | 2014    | 2024    |
| ---------- | ------- | ------- | ------- | ------- |
| Población  | 101 369 | 104 460 | 105 995 | 102 907 |
| Diferencia |         | +3,04 % | +1,46 % | −2,91 % |

| Año        | 2023    | 2024    |
| ---------- | ------- | ------- |
| Población  | 103 002 | 102 907 |
| Diferencia |         | −0,09 % |

## Ciudades (población año 2017)
- Čierna nad Tisou 3633
- Kráľovský Chlmec 7505
- Sečovce 8441
- Trebišov (capital) 24 587

## Municipios
- Bačka 629
- Bačkov 704
- Bara 287
- Biel 1407
- Boľ 757
- Borša 1147
- Boťany 1237
- Brehov 601
- Brezina657
- Byšta 159
- Cejkov 1194
- Čeľovce 541
- Čerhov 746
- Černochov 195
- Čierna 462
- Dargov 602
- Dobrá 503
- Dvorianky 638
- Egreš 477
- Hraň 1584
- Hrčeľ 1074
- Hriadky 453
- Kašov 292
- Kazimír 871
- Klin nad Bodrogom 201
- Kožuchov 205
- Kravany 361
- Kuzmice 1692
- Kysta 382
- Ladmovce314
- Lastovce 1185
- Leles 1770
- Luhyňa 304
- Malá Tŕňa 396
- Malé Ozorovce 520
- Malé Trakany 1073
- Malý Horeš 1103
- Malý Kamenec 436
- Michaľany 1912
- Nižný Žipov 1491
- Novosad 1010
- Nový Ruskov 656
- Parchovany 1914
- Plechotice 784
- Poľany 520
- Pribeník 999
- Rad 521
- Sirník 576
- Slivník 758
- Slovenské Nové Mesto 1096
- Soľnička 227
- Somotor 1441
- Stanča 415
- Stankovce 168
- Strážne 594
- Streda nad Bodrogom 2250
- Svätá Mária 567
- Svätuše 795
- Svinice 217
- Trnávka 192
- Veľaty 832
- Veľká Tŕňa 450
- Veľké Ozorovce 764
- Veľké Trakany 1443
- Veľký Horeš 1062
- Veľký Kamenec 775
- Viničky 505
- Višňov 229
- Vojčice 2200
- Vojka 491
- Zatín 794
- Zbehňov 359
- Zemplín 371
- Zemplínska Nová Ves 873
- Zemplínska Teplica 1696
- Zemplínske Hradište 1166
- Zemplínske Jastrabie 674
- Zemplínsky Branč 493